# 13793 Laubernasconi
13793 Laubernasconi eller 1998 VB4 är en asteroid i huvudbältet som upptäcktes den 11 november 1998 av OCA–DLR Asteroid Survey (ODAS). Den är uppkallad efter den franska astronomen Laurent Bernasconi.